# فرودگاه منطقه‌ای سففرد
فرودگاه منطقه‌ای سففرد (به انگلیسی: Safford Regional Airport) یک فرودگاه همگانی بهره‌برداری هوایی با کد یاتا SAD است که یک باند فرود آسفالت دارد و طول باند آن ۱۸۳۱ متر است. این فرودگاه در شهر سافورد، آریزونا کشور ایالات متحده آمریکا قرار دارد و در ارتفاع ۹۶۹ متری از سطح دریا واقع شده است.